# Evropská silnice E11
Evropská silnice E11 je evropskou silnicí 1. třídy. Začíná ve francouzském Vierzonu, a končí také ve Francii – v Montpellier. Celá trasa měří 570 kilometrů.
Trasa vede přes nejvyšší viadukt na světě, rovněž objíždí viadukt Garabit, jenž byl postaven Gustavem Eiffelem.

## Trasa
- Francie
  - Vierzon – Bourges – Montluçon – Clermont-Ferrand – Millau – Béziers – Montpellier

## Galerie

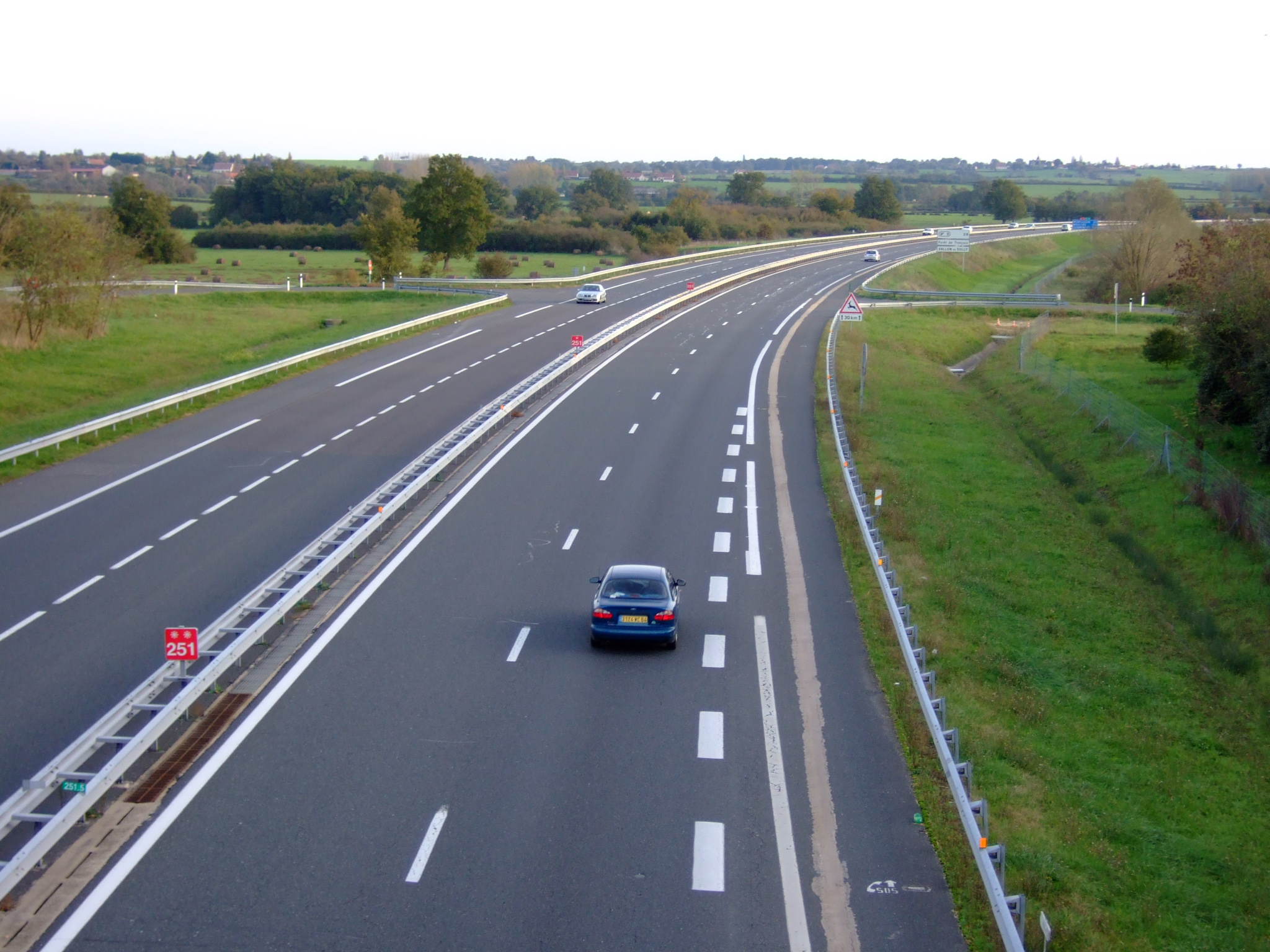
E11 jako francouzská dálnice A71